# リラプス: リフィル (エミネムのアルバム)
『リラプス: リフィル』（Relapse）は、エミネムのアルバム。2009年12月23日発売。

## 解説
- リラプスに新たに7曲を追加したアルバム。
- フォーエヴァー feat. ドレイク、カニエ･ウェスト＆リル・ウェインはNBAスターのレブロン・ジェームズのドキュメンタリー映画サントラ曲。

## 収録曲

### DISC 1
1. ドクター・ウェスト（スキット）
2. 3 a.m.
3. マイ・マム
4. インセイン
5. バグパイプス・フロム・バグダッド
6. ハロー
7. トーニャ（スキット）
8. セイム・ソング・アンド・ダンス
9. ウィー・メイド・ユー
10. メディシン・ボール
11. ポール（スキット）
12. ステイ・ワイド・アウェイク
13. オールド・タイムズ・セイク feat.ドクター・ドレー
14. マスト・ビー・ザ・ガンジャ
15. ミスター・マザーズ（スキット）
16. デジャヴ
17. ビューティフル
18. クラック・ア・ボトル feat.ドクター・ドレー&50セント
19. スティーヴ・バーマン（スキット）
20. アンダーグラウンド

### DISC 2
1. フォーエヴァー feat. ドレイク、カニエ･ウェスト＆リル・ウェイン
2. ヘル・ブレイク・ルース feat. Dr. Dre
3. バッファロー・ビル
4. エレヴェーター
5. テイキング・マイ・ボール
6. ミュージック・ボックス
7. ドロップ・ザ・ボム・オン・エム